# Ritnaald
De ritnaald of koperworm is de larve van een kever uit de familie kniptorren (Elateridae). De meest schadelijke soorten zijn Agriotes lineatus en Agriotes obscurus.

## Levenswijze
De kniptor zet in mei-juni haar eitjes vooral af in grasland, (winter-)granen en dicht onkruid. In juli en augustus verpopt de ritnaald zich meestal op 10–25 cm diepte in de grond, maar ze kunnen ook bovenin onder de begroeiing overwinteren. In het voorjaar worden ze weer actief en komen ze omhoog. De larven leven 3 à 4 jaar in de grond om ten slotte te verpoppen tot een kniptor.

## Voedsel
De tot 2 cm lange larve heeft drie paar poten en leeft niet alleen van dood organisch materiaal, maar boort zich ook in vlezige wortels of net onder de wortelhals in de plant. Jonge planten van onder andere sla, kool, witlof, suikerbieten, maïs kunnen hierdoor verwelken. Daarnaast maken de larven door hun gangen onder andere aardappelen en wortels onverkoopbaar.

## Ecologie
De ritnaald komt vooral voor in weilanden, maar geeft in de akkerbouw en groenteteelt de meeste schade bij gescheurd grasland. Natuurlijke vijanden van de ritnaald zijn spitsmuizen, padden, mollen, egels, roofvliegen, loopkevers, vogels en aaltjes.

## Geslachten
- Agrypnus
- Alaus
- Melanotus
- Pyrophorus